# 嫁・姑殺人事件
『嫁・姑殺人事件』（よめ・しゅうとめさつじんじけん）は、1985年にテレビ朝日系「土曜ワイド劇場」で放送されたテレビドラマ。主演は丘みつ子。視聴率は16.3%。

## キャスト
- 水口靖代（英語の講師） - 丘みつ子
- 原田（靖代の大学時代の友人・新聞記者） - 山本圭
- 村越邦子（義和の愛人・ホステス） - 中村晃子
- 西沢 - 村井国夫
- 西沢の妻（義和の同僚） - 島村佳江
- 水口義和（靖代の夫・サラリーマン） - 西田健
- 八木（荒川東署刑事） - 左右田一平
- 義和の上司 - 入江正徳
- 村越邦子の母 - 村上記代
- 村越和彦（村越邦子の息子） - 福原学
- 荒川東署刑事 - 笠井一彦
- 水口静江（義和の母・靖代の姑） - 宝生あやこ

## スタッフ
- 原作 - 小林久三『蒼ざめた試写会』
- 脚本 - 岡田正代
- 監督 - 池広一夫
- 音楽 - 小六禮次郎
- プロデューサー - 江夏浩一、塙淳一
- 制作 - テレビ朝日、松竹